# Mystery Men
Mystery Men è un film  del 1999, diretto da Kinka Usher. È una commedia ispirata alle gesta di supereroi, tratta dalla serie a fumetti Flaming Carrot Comics di Bob Burden.

## Trama
Un trio di supereroi minori, dotati di superpoteri decisamente scarsi, risiede a Champion City, dove il vero paladino della giustizia e difensore dei deboli si chiama Capitan Amazing. Quando questi viene rapito dal suo acerrimo nemico Casanova Frankenstein, i tre aspiranti eroi, coadiuvati dal Dottor A. Heller, che costruisce per loro armi potenti ma non letali, dovranno rimboccarsi le maniche per salvare il mondo.

## Personaggi
- Jeff / Blue Raja, interpretato da Hank Azaria, doppiato in italiano da Mino Caprio.[1]
La sua abilità consiste nel lanciare posate (specialmente forchette, ma mai coltelli) con una precisione inizialmente scarsa, che riesce a migliorare notevolmente durante "l'addestramento" con Sfinge.
- Roy / Mr. Furioso, interpretato da Ben Stiller, doppiato in italiano da Stefano Benassi.[1]
Per buona parte del film è palese che il suo è un potere inutile, infatti egli ha la capacità di diventare una furia se si arrabbia, anche se più volte questo potere si rivela un fiasco, poiché dimostra di essere inferiore a qualsiasi avversario. Tuttavia nello scontro finale contro Casanova Frankenstein, il suo potere sembra finalmente funzionare, infatti Roy riesce ad avere la meglio sul malvagio criminale, che minacciava di uccidere la sua amata Monica.
- Eddie / Lo Spalatore, interpretato da William H. Macy, doppiato in italiano da Eugenio Marinelli.[1]
Dice di avere l'abilità di spalare "veramente bene". Porta sempre con sé una pala che usa per affrontare i nemici. Da Sfinge imparerà a fare affidamento anche su altre armi (come una cazzuola).
- La Bocciofila, interpretata da Janeane Garofalo, doppiata in italiano da Giuppy Izzo.[1]
Possiede una palla da bowling, nella quale risiede l'anima di suo padre, capace di disegnare traiettorie impossibili che colpiscono gli avversari. È l'unica persona che riesce a superare la selezione organizzata da Blue Raja, Roy e Lo Spalatore.
- Casanova Frankenstein, interpretato da Geoffrey Rush, doppiato in italiano da Renato Cortesi.[1]
- Capitan Amazing, interpretato da Greg Kinnear, doppiato in italiano da Fabrizio Pucci.[1]
- Dr. A. Heller, interpretato da Tom Waits, doppiato in italiano da Paolo Buglioni.[1]
Scienziato che costruisce per il gruppo di aspiranti supereroi armi potenti ma non letali.
- Il Puzzola, interpretato da Paul Reubens, doppiato in italiano da Edoardo Nevola.[1]
Da quando una zingara gli ha lanciato una maledizione, egli è in grado di emettere, come suggerisce il nome, flatulenze che stordiscono l'avversario.
- Monica, interpretata da Claire Forlani, doppiata in italiano da Georgia Lepore.[1]
- Il Ragazzo Invisibile, interpretato da Kel Mitchell, doppiato in italiano da Nanni Baldini.[1]
Dapprima personaggio che sembra mentire sul suo potere solo per entrare nel gruppo: è dubbia anche la sua effettiva utilità, essendo capace di diventare invisibile solo quando nessuno lo guarda. Smentisce tutti quando lo userà per superare un grosso ostacolo, ma solo dopo essersi tolto tutti i vestiti.
- Sfinge, interpretato da Wes Studi, doppiato in italiano da Ennio Coltorti.[1]
Il supereroe che ha alle spalle maggiore esperienza. Dopo averli salvati da una spinosa situazione in cui si erano maldestramente cacciati, addestra i protagonisti, che sostengono che egli abbia il potere di essere misterioso, oltre alla capacità di tagliare in due qualunque arma avversaria.

## Colonna sonora
Una compilation, contenente i brani pop e rock che fanno parte della colonna sonora del film, è stata pubblicata da Interscope Records nel 2012 con il titolo Mystery Men (Original Motion Picture Soundtrack), in formato CD e musicassetta. Le musiche originali che compongono la colonna sonora del film, composte da Stephen Warbeck e da Shirley Walker, sono invece state pubblicate nel 2020 in un doppio CD, sempre dalla Interscope Records, intitolato Mystery Men (Music From The Motion Picture). 
Il singolo All Star, del gruppo pop rock statunitense Smash Mouth, pubblicato nel 1999, ha avuto un buon successo di vendite proprio grazie all'eco mediatica fornita dalla sua inclusione nel film. Il videoclip del singolo, inoltre, vede la partecipazione dei tre protagonisti del film, nel ruolo dei rispettivi personaggi: Hank Azaria (Blue Raja), Ben Stiller (Mr. Furioso) e William H. Macy (Lo Spalatore).

## Accoglienza
Malgrado la lista di star presenti, Mystery Men è stato largamente considerato un fiasco, con un risultato finale al botteghino di soli $29,762,011 nazionali e $3,699,000 nel resto del mondo, per un totale di 33,461,011: incassi sufficienti a coprire a malapena la metà delle spese di produzione (68 milioni di dollari).

## Riconoscimenti
- American Comedy Award 
  - 2000 - Candidatura all'attrice più divertente in un film - Protagonista a Janeane Garofalo
- Saturn Award
  - 2000 - Candidatura ai migliori costumi a Marilyn Vance
- Teen Choice Award
  - 2000 - Candidatura al disappunto per l'interprete a Ben Stiller